# Francisco Carro Rozas
Francisco Carro Rozas (Madrid, 1912-Simferópol, 1976) fue un militar español.

## Biografía
Nació en Madrid en 1912. Trabajaba como matarife en el Matadero de Madrid. Se afilió al Partido Comunista de España en 1935.
Tras el estallido de la Guerra civil se unió al Ejército Popular de la República. A finales de 1936 fue nombrado jefe del primer batallón de la 18.ª Brigada Mixta, tomando parte en la batalla del Jarama. En el transcurso de los combates el mayor de milicias Carro hubo de asumir brevemente el mando de la brigada, después de que su anterior jefe hubiera abandonado su puesto. Más adelante asumiría la jefatura de la 73.ª División, unidad con la que intervendría en la batalla de Valsequillo-Peñarroya.
Tras el final de la guerra se exilió en la Unión Soviética, donde pasó a residir. Falleció en la localidad de Simferópol en 1976.